# (119068) 2001 KC77
(119068) 2001 KC77, também escrito como (119068) 2001 KC77, é um objeto transnetuniano que está localizado no cinturão de Kuiper, uma região do Sistema Solar. Este objeto está em uma ressonância orbital de 2:5 com o planeta Netuno. O mesmo possui uma magnitude absoluta de 6,7 e tem cerca de 201 km de diâmetro. O astrônomo Mike Brown lista este corpo celeste em sua página na internet como um candidato a possível planeta anão.

## Descoberta
(119068) 2001 KC77 foi descoberto no dia 23 de maio de 2001 pelo astrônomo Marc W. Buie.

## Órbita
A órbita de (119068) 2001 KC77 tem uma excentricidade de 0,359, possui um semieixo maior de 55,159 UA e um período orbital de cerca de 415 anos. O seu periélio leva o mesmo a 35,382 UA em relação ao Sol e seu afélio a 74,935 UA.